# Hypostomus asperatus
Hypostomus asperatus es una especie de peces de la familia Loricariidae en el orden de los Siluriformes.

## Morfología
Los machos pueden llegar alcanzar los 22,9 cm de longitud total.

## Distribución geográfica
Se encuentran en Sudamérica: curso inferior del río Amazonas.